# Ritterbund
Ritterbund ist ein Sammelbegriff für nach profanen Regeln lebende Gemeinschaften und Personengruppen. Gemein ist ihnen die romantisierende Anlehnung an Ideale und hehre Ziele der Ritterlichkeit, einer im Mittelalter geprägten Gesinnung, die insbesondere durch die Erziehung des männlichen adeligen Nachwuchses angestrebt war. Die bekannteste Sammlung dieser Ideale findet sich in dem historischen Roman Parzival von Wolfram von Eschenbach. Für manche Ritterbünde hat dieser Roman dogmatische Bedeutung. 
Zu unterscheiden sind diese Vereinigungen von Ritterorden und Adelsgesellschaften. 

## Geschichte
Bereits im 15. Jahrhundert kann man von einer beginnenden Ritterromantik sprechen, die durch die Erinnerung an die Zeit der Ritter, der Zeit der Turniere und der Ritterheere im Gegensatz zu den als minderwertig empfundenen Söldnerheeren, wie sie seit dem 15. bzw. 16. Jahrhundert üblich wurden, geprägt war. Als letzte Ritterschlacht gilt die Schlacht bei Mühldorf von 1322, in der letztmals ohne Feuerwaffen gekämpft wurde. In dieser Tradition gilt Kaiser Maximilian I. als der „letzte Ritter“, der die Ideale des fahrenden Ritters auch in dem von ihm in Auftrag gegebenen Epos Theuerdank zum Ausdruck bringen ließ. 
Gegen Ende des 18. Jahrhunderts erlebt die Ritterromantik mit der Gründung der Wildensteiner Ritterschaft zur blauen Erde von 1790 auf der Burg Sebenstein bei Wiener Neustadt einen ersten Höhepunkt. In diesem Ritterbund war es üblich, sich eigene Ritternamen zu geben und sich ohne Rangunterschied gegenseitig als „Ritter“ anzusprechen. Berühmte Mitglieder dieser Ritterschaft waren beispielsweise Erzherzog Johann von Österreich, der sich der Thernberger nannte,  oder Großherzog August von Sachsen-Weimar-Eisenach, der hier als Pant von Weimar auftrat. Diese Vereinigung wurde trotz ihrer hochrangigen Mitglieder 1823 durch Metternich verboten.  
Mitte des 19. Jahrhunderts kam es – veranlasst durch eine Romantisierung des Mittelalters und dessen Kontrastierung mit einer zunehmend nüchternen und technisierten Gegenwart –  zu einer Gründungswelle von Ritterbünden in Bayern und in Österreich. So wurden 1856 in Bayern die Schwemmer,  der älteste Ritterbund im heutigen Deutschen Ritterbund, gegründet. In Salzburg entstanden 1874 die Kuttenberger, gegründet von deren ersten Großmeister Eduard von Löwenthal, im bürgerlichen Leben Eduard Angelberger und Druckereibesitzer.  Typisch für einen Ritterbund war und ist es, dass man sich auf einer Burg trifft (es war dies in den Anfangszeiten des Vereins der Kuttenberger das Franziskischlössl auf dem Kapuzinerberg, später ein rittermäßig ausstaffiertes Vereinslokal im sogenannten Mödlhammerbäu in der Getreidegasse) und sich selbst eine rittermäßige Kleidung (Barett, Wams, Stiefel und Degen) zulegt. In Salzburg wurde 1877 auch das heute noch bestehende Mitteilungsblatt „Der Herold“ gegründet (nicht zu verwechseln mit der gleichnamigen Mitgliederzeitschrift der Apostolischen Gemeinschaft oder der Zeitschrift des heraldischen Vereins Herold). Herausgeber war Hermann von Toggenburg, im bürgerlichen Leben Karl Rathmayer, Faktor bei der Druckerei Pustet und später bei der Druckerei Kiesel. Damit war ein Publikationsorgan geschaffen, in dem Nachrichten aus dem Leben der Ritterbünde weitergegeben werden konnten.
Wichtig für die weitere Entwicklung war Josef von Thury, mit vollem Ritternamen Josef der Gestrenge und Ungerechte von Thury, im bürgerlichen Leben Josef Mauczka und Inhaber der „k.u.k. private I. Wiener Central-Ankündigungs-Anstalt“, die sich mit der gerade aufkommenden Plakatwerbung beschäftigte. Durch diesen Hintergrund war er finanziell unabhängig und konnte seiner Leidenschaft, den Ritterbünden, frönen. 1873 hatte er in Wien den Allzeit hohen Ritterorder derer zum Grünen Humpen gegründet. Bei einer „Ritterfahre“ 1883 besuchte er die österreichischen und bayrischen Ritterbünde. In Salzburg konnte durch seine finanzielle Unterstützung die Zeitschrift „Der Herold“ zweimal pro Monat erscheinen. Auch half er 1884 tatkräftig mit, das Reichs-Bankett zum zehnjährigen Gründungsjubiläum der Kuttenberger zu organisieren, bei dem „18 Ritterschaft ansprengten“, wie es in altertümelnder Sprache hieß. Hierbei wurde auch die Gründung der „Vereinigung österreichischer und bayerischer Ritterbünde“ beschlossen, der sich später noch weitere Bünde anschlossen. Als Erlauchter Hochmeyster wurde Josef von Thury gewählt. Der 7. September 1884 gilt heute als der Gründungstag des „Deutschen Ritterbundes“. Weitere Reichstage wurden 1886 in Aibling und 1889 in Wien abgehalten; aus diesem Anlass wurde auch eine Medaille der Ritterbünde herausgebracht.

## Heutige Ritterbünde
Vorwiegend humanistisch geprägte Ritterbünde und Verbände sind z. B. der Deutsche Ritterschaftsbund, der Deutsche Ritterbund, die Vereinigung Österreichischer Bündnisse, die Schlaraffia oder die profane Nachfolgeorganisation der Schwertbrüder. Eine vorwiegend geschichtliche Lebensweise und Darstellung findet sich z. B. im Hessischen Ritterbund.